# Alberto David Fernández Hurtado
Alberto David Fernández Hurtado (1975) es un artista multidisciplinar español que vive y trabaja en Segovia.
Tras dedicarse al ciclismo profesional, Fernández Hurtado comienza su formación artística, primero de manera autodidacta y posteriormente estudiando ilustración, diseño de productos y Bellas Artes en la Universidad Complutense de Madrid.
En 2007 obtiene una beca para participar en el Curso de Pintores Pensionados de Palacio Quintanar, y ese mismo año recibe el “Premio Nuevos Creadores 2007” otorgado por Caja Segovia. Entre los galardones más importantes recibidos por Fernández Hurtado se encuentra también el premio a la mejor obra en el 42 Salon Artistique de Sainte-Maure de Touraine (Francia) en 2011.
En enero de 2016 puso en marcha “Fernández Hurtado Art Gallery”, junto a la Plaza Mayor de Segovia, donde el artista ejerce también de comisario y busca "que el arte contemporáneo vuelva a conectar con el público”.
Desde abril de 2016, Fernández Hurtado colabora con el programa Mi casa es la tuya (Telecinco) realizando retratos de los invitados que se muestran al final de las entrevistas.
En sus últimos trabajos explora la angustia como el sentimiento más primario del hombre y por el que este, para sobreponerse al mismo, desarrolla una serie de actitudes que son, en definitiva, la vida.

## Galería

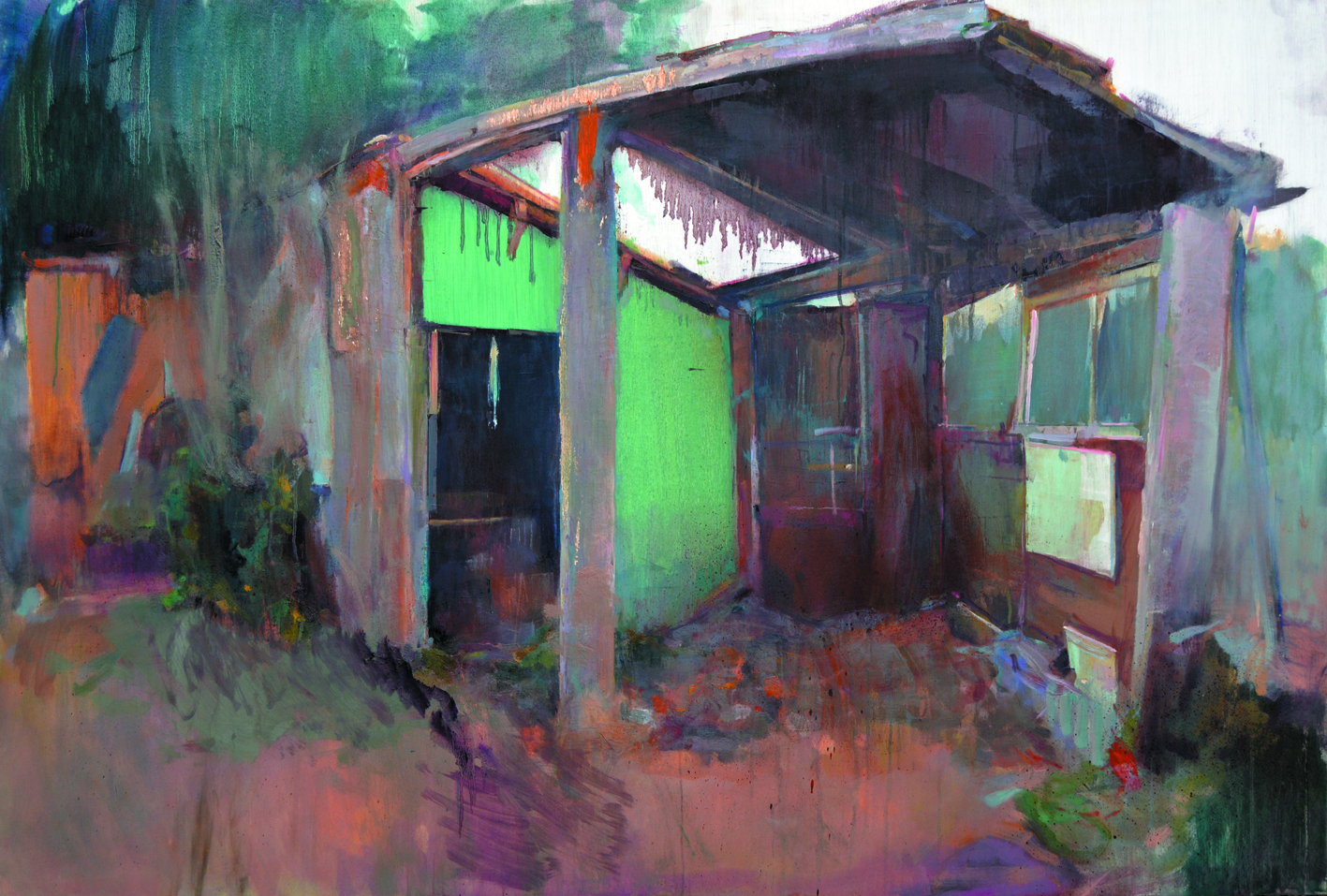
La ruina
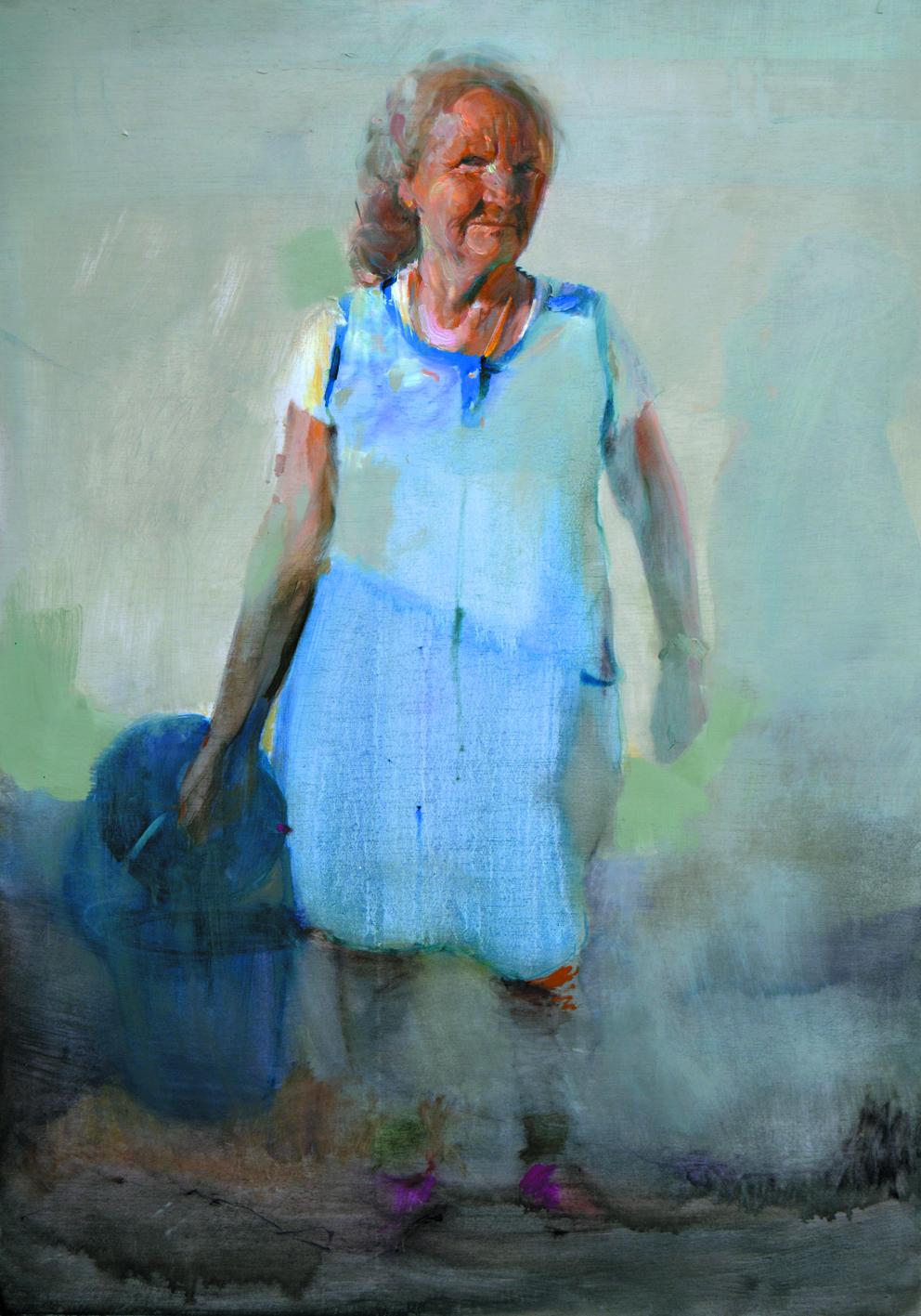
El día a día

## Enlaces de interés
- La Ventana del Arte
- Arteinformado

- Datos: Q24942619